# Alphonsus Liguori Penney
Arzobispo Alphonsus Liguori Penney (San Juan de Terranova, 17 de septiembre de 1924 – 12 de diciembre de 2017) fue un prelado católico canadiense, que ocupó el cargo de Arzobispo de San Juan de Terranova de 1979 a 1991.

## Escándalo por abuso sexual
La Comisión de Invierno fue nombrada en 1989 por el arzobispo Penney y publicó su informe al año siguiente. Su informe final, presentado en 1990, se tituló "Informe de la Comisión Arquidiocesana de Investigación sobre el Abuso Sexual de Niños por Miembros del Clero".
El arzobispo Penney renunció el 2 de febrero de 1991, tras la publicación del informe de la comisión, que le atribuyó parte de la culpa por el encubrimiento de los abusos.